# Sisyra rufistigma
Sisyra rufistigma là một loài côn trùng trong họ Sisyridae thuộc bộ Neuroptera. Loài này được Tillyard miêu tả năm 1916.